# خواكين مويا
خواكين مويا (21 يناير 1932 – 27 مايو 2011) هو مبارز بالسيف إسباني راحل، مثّل بلاده في الألعاب الأولمبية الصيفية 1960.

## روابط رياضية
خواكين مويا على موقع اللجنة الأولمبية الدولية (الإنجليزية)
- خواكين مويا على موقع أوليمبيديا (الإنجليزية)
- خواكين مويا على موقع اللجنة الأولمبية الإسبانية (الإسبانية)